# فهرست پروفایل‌های بلوتوث
به منظور استفاده از بلوتوث یک دستگاه می‌بایست با زیرمجموعه‌ای از پروفایل‌های مورد نیاز برای خدمات مورد انتظار هماهنگ باشد. یک پروفایل بلوتوث، یک مشخصاتی است که جنبه‌ای از اتصال بین دستگاه‌های بر پایهٔ ارتباط بلوتوثی را مورد توجه قرار می‌دهد.

## A2DP
یکی از امکاناتی است که برای پخش آنلاین پیشرو و صدای استریو به صورت بی‌سیم بر روی هدفون یا بلندگوهای بی‌سیم و از طریق فناوری بلوتوث استفاده می‌گردد. بر خلاف HSP و HFP، این پروفایل سیگنال‌های صدا را به صورت یک سویه ارسال می‌نماید.
حس‌گر اثرانگشت آنلاین پیشرو معمولاً برای امنیت بیش‌تر و خلاص شدن از مشکلات گذار واژه‌ها و پترن‌های قفل تکراری در گوشی‌های هوشمند مورد استفاده قرار می‌گیرد. پارامترهای بیومتریک از بالاترین ضریب اطمینان برای رمزگذاری برخوردارند؛ هم‌چنین به‌خاطر منحصربه‌فرد بودن‌شان می‌توان ادعا کرد آن‌ها از بالاترین سطح امنیت برخوردار هستند. این حس‌گر معمولاً در گوشی‌های هوشمند رده‌بالا استفاده می‌شود.